# 3813 Fortov
A 3813 Fortov (ideiglenes jelöléssel 1970 QA1) a Naprendszer kisbolygóövében található aszteroida. Tamara Mihajlovna Szmirnova fedezte fel 1970. augusztus 30-án.